# Les Colts des sept mercenaires
Cet article concerne le film de John Sturges. Pour la série télévisée de Steve Beers, voir Les Sept Mercenaires.
Série
Le Retour des sept
(1966) La Chevauchée des sept mercenaires
(1972)
Pour plus de détails, voir Fiche technique et Distribution.
Les Colts des sept mercenaires (Guns of the Magnificent Seven) est un film américain réalisé par Paul Wendkos, sorti en 1969.

## Synopsis
Un jeune révolutionnaire mexicain va voir Chris : son chef Quintero a été fait prisonnier par les troupes du dictateur Porfirio Díaz. Il demande l'aide de Chris qui aussitôt se met en quête de six autres mercenaires.

## Fiche technique
- Titre : Les Colts des sept mercenaires
- Titre original : Guns of the Magnificent Seven
- Réalisation : Paul Wendkos
- Scénario : Herman Hoffman
- Photographie : Antonio Macasoli
- Montage : Walter Hannemann
- Musique : Elmer Bernstein
- Producteur : Vincent M. Fennelly
- Société de production : The Mirisch Production Company
- Société de distribution : United Artists
- Pays d'origine : États-Unis
- Format : Couleurs — 35 mm — 2,35:1 — Son : Mono
- Genre : aventure, western, action
- Durée : 105 minutes
- Date de sortie : 1969

## Mercenaires tués
- Cassie
- Slater
- P.J.
- Keno

## Distribution
- George Kennedy (VF : André Valmy) : Chris
- James Whitmore (VF : Louis Arbessier) : Levi
- Monte Markham (VF : Philippe Mareuil) : Keno
- Reni Santoni (VF : Gérard Hernandez) : Max
- Bernie Casey (VF : Denis Savignat) : Cassie
- Scott Thomas : P.J.
- Joe Don Baker (VF : Jacques Thébault) : Slater
- Wende Wagner (VF : Francine Lainé) : Tina
- George Rigaud (VF : Maurice Pierrat) : Gabriel
- Fernando Rey (VF : Richard Francœur) : Quintero
- Michael Ansara (VF : Georges Atlas) : Colonel Diego
- Frank Silvera : Lobero

## Série
Ce film fait partie d'une série de films :
- 1960 : Les Sept Mercenaires (The Magnificent Seven) de John Sturges
- 1966 : Le Retour des sept (Return of the Seven) de Burt Kennedy
- 1969 : Les Colts des sept mercenaires (Guns of the Magnificent Seven) de Paul Wendkos
- 1972 : La Chevauchée des sept mercenaires (The Magnificent Seven Rides) de George McCowan

Cette série de films inspire aussi une télésérie :
- 1998 : Les Sept Mercenaires

## À noter
- Ce film est la suite des Sept mercenaires et du Retour des sept.
- Une suite, La Chevauchée des sept mercenaires, clôt la série.
- Il a été proposé à Yul Brynner de jouer dans le troisième film des Sept Mercenaires mais il a décliné l'offre, attristant les fans de la série.